# Italian Open 1984
Die Italian Open 1984 waren ein Tennisturnier der WTA Tour 1984 für Damen in Perugia und ein Tennisturnier der Grand Prix 1984 (Tennis)-Serie für Herren in Rom. Beide Turniere fanden zeitgleich vom 23. bis 27. Mai 1984 statt.